# فولز رود، بلفاست

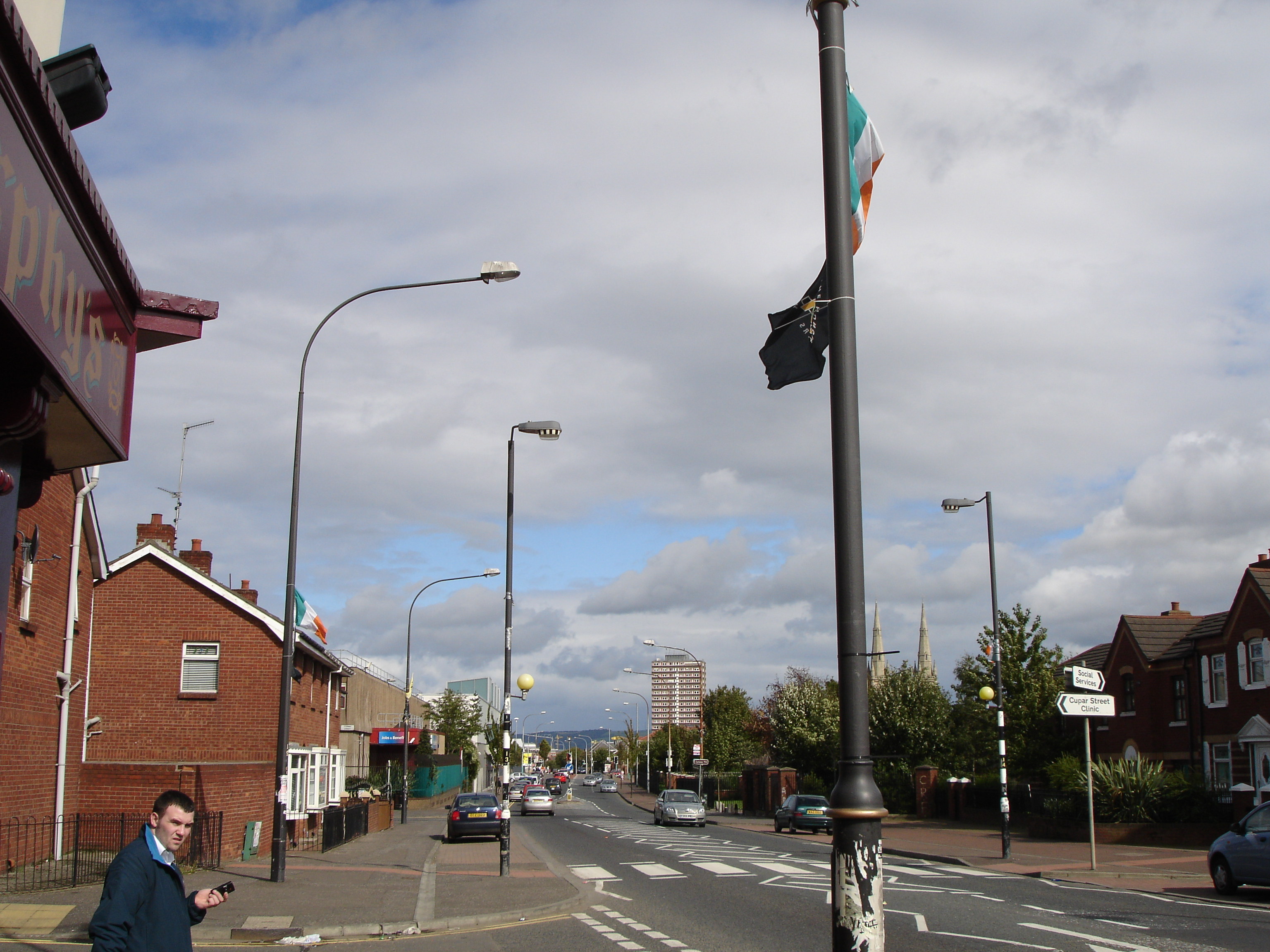

فواز رود یا خیابان فولز رود خیابانی اصلی در غرب بلفاست است. این خیابان در دوره ترابلز محل درگیری‌های خشونت‌آمیز بین پروتستان‌ها و کاتولیک‌ها بوده‌است. فولز رود در محدوده زندگی کاتولیک‌ها می‌باشد.